# Roridula
Roridula, nom que deriva del llatí roridus "rosada") és un gènere de plantes d'Àfrica del Sud, són plantes carnívores o més aviat protocarnívores. Tenen relació de mutualisme amb l'insecte Pameridea roridulae. La planta s'alimenta dels nutrients dels excrements d'aquest insecte. Aquest gènere només té dues espècies, Roridula gorgonias Planch. i Roridula dentata L., i és l'únic gènere de la família Roridulaceae.

## Tàxons mal assignats a aquest gènere
- Roridula arabica Roem. & Schult. (1818) [=Cleome droserifolia]
- Roridula droserifolia (Delile) Forsk. (1775) [=Cleome droserifolia]
- Roridula tetrandra Vitm. (1790) [=Cleome droserifolia]